# Farmakopeja
Farmakopeja je knjiga, ki vsebuje zbir  farmacevtskih predpisov o izdelavi, kakovosti, istovetnosti, preskušanju, shranjevanju, izdaji in označevanju zdravil oziroma farmacevtskih substanc, ki se uporabljajo pri pripravi končnega farmacevtskega izdelka. Vsaka farmacevtska snov ima svoj članek, ki se imenuje monografija. Zadnja, peta izdaja Evropske farmakopeje vsebuje okoli 1800 monografij.
V Sloveniji se od leta 1. januarja 1997 uradno uporablja Evropska farmakopeja (European Pharmacopoeia, okrajšano: PhEur), prej pa je bila v uporabi Jugoslovanska farmakopeja. Znotraj Evropske unije je Evropska farmakopeja splošno predpisana, nekateri narodi pa imajo še lastne nacionalne farmakopeje, na primer Nemčija, ki uporablja poleg evropske še nemško (Deutsches Arzneibuch).
Evropska farmakopeja je doslej izšla že v petih izdajah. Leta 1993, ko je Slovenija pristopila h Konvenciji o izdelavi Evropske farmakopeje, se je zavezala k njenem upoštevanju; uradno je v Sloveniji začela veljati 1. 1. 1997 tedaj aktualna 3. izdaja.
Evropska farmakopeja ni prevedena v slovenščino, imamo pa svoj nacionalni dodatek, ki se imenuje Formularium Slovenicum (FS) in ga pripravlja Komisija za pripravo Nacionalnega dodatka. Prva izdaja je izšla 1998. Formularium Slovenicum uveljavlja enotno slovensko farmacevtsko izrazoslovje, ki je obvezno za farmacevte in zdravnike. Vsa zdravila, ki so v prometu v Sloveniji, morajo biti v skladu s predpisi Evropske farmakopeje in Formulariuma Slovenicuma.